# Arhopala restricta
Arhopala restricta är en fjärilsart som beskrevs av Rothschild 1917. Arhopala restricta ingår i släktet Arhopala och familjen juvelvingar. Inga underarter finns listade i Catalogue of Life.